# Gramozna jama, Ljubljana
Gramozna jama v Ljubljani je kraj, kjer so italijanske okupatorske sile v letih od 1942 do 1943 streljale slovenske talce.  Leži nedaleč od Ljubljanskih Žal. Mimo nje poteka Pot spominov in tovarištva.
Gre za simbolno točko krutosti italijanske okupacije Slovenije med drugo svetovno vojno, kjer je bilo usmrčenih najmanj 185 talcev, mnogi so še neznani. Med njimi je bil tudi slovenski slikar Hinko Smrekar. Ustreljeni talci so bili izbrani naključno med aretiranci pouličnih obhodov italijanskih vojaških patrulj, brez sojenja, brez dokazane krivde, z utemeljitvijo, »da so zagotovo krivi komunistične aktivnosti, ker v predpisanem času 48 ur niso bili odkriti povzročitelji partizanskih akcij«. Talce so pripadniki redne italijanske vojske streljali v Gramozni jami in pri Tomačevem.

## Seznam talcev
Italijanski okupatorji so v časnikih in na letakih uradno razglašali izvršitev obsodb:
| Datum              | Število talcev | Talci |
| ------------------ | -------------- | --- |
| 7. februar 1942    | 1              | Milan Šušteršič |
| 10. marec 1942     | 15             | Franc Babšek, Anton Debevec, Ivan Debevec, Ciril Gabrovec, Ernest Godec, Jakob Krašovec, Franc Letonja, Anton Miklavič, Karel Ogrin, Vinko Ogrin, Alojz Palčič, Mihael Rihar, Martin Tomažin, Franc Vrhovec, Janez Žigman |
| 30. marec 1942     | 3              | Benedik Frakelj, Karel Frangeš, Ivan Zadnikar |
| 28. april 1942     | 6              | Franc Kodrič, Ivan Kramar, Ivan Majcen, Franc Šlajpah, Nikola Tatalovič, Franc Turnšek |
| 1. maj 1942        | 2              | Ernest Eypper, Mirko Gašperlin |
| 11. maj 1942       | 10             | Ivan Fric, Jernej Gasperšič, Ignacij Gregorič, Anton Jaklič, Ferdinand Komarc, Rudolf Rotar, Viktor Rotar, Josip Šeško, Rafael Zakrajšek, Nedelko Zdralovič                                                               |
| 12. maj 1942       | 9              | Florijan Gomišček, Viktor Grašič, Stanislav Kerin, Peter Kogoj, Boštjan Pretnar, Anton Stražišar, Alojzij Puterle, Rudolf Sigulin, Zorko Živec                                                                            |
| 13. maj 1942       | 2              | Jakob Morel, Stanislav Dobrec |
| 15. maj 1942       | 2              | Karl Ahac, Karl Gorjan |
| 16. maj 1942       | 6              | Boris Boc, Franc Kirn, Ivan Kočevar, Anton Mrinc, Maks Pintar, Marjan Sigulin |
| 17. maj 1942       | 5              | Josip Kocijan, Anton Kocman, Viktor Kocman, Alojzij Mesojedec, Anton Vidic |
| 21. maj 1942       | 1              | Tone Tomšič |
| 25. maj 1942       | 2              | Marjan Ambrož, Anton Trento |
| 29. maj 1942       | 6              | Slavo Barbič, Ludvik Fedran, Martin Gornik, Franc Pihlar, Rudolf Kresse, Miroslav Siegel, |
| 2. junij 1942      | 7              | Ivan Klun, Stanislav Riharič, Franc Rupert, Aleš Stanovnik, Anton Švajger, Dušan Uderman, Lojze Zajc |
| 5. junij 1942      | 1              | Jože Novak |
| 7. junij 1942      | 1              | Vinko Dovč |
| 11. junij 1942     | 7              | Jože Cimerman, Maksmilijan Hvalec, Aleksander Matjažič, Franc Murovič, Anton Trtnik, Franc Zelnik, Anton Žerjal |
| 13. junij 1942     | 15             | Radomir Dubrovič, Franc Kastelec, Ivan Kuhar, Josip Lukovski, Lojze Lubej, Luka Mastoševič, Jože Mlakar, Anton Možek, Alojzij Pajk, Dušan Podgornik, Ivan Porenta, Anton Štebi, Josip Toni, Ranko Velebit, Ludvik Velepič |
| 17. junij 1942     | 1              | Ivan Golob |
| 23. junij 1942     | 8              | Bogomil Drnovšek, Lado Grom, Edvin Lenarčič, Ivan Korenčan, Franc Nagode, Edvard Vidmar, Jožef Vidmar, Karol Vilar |
| 23. junij 1942     | 4              | Marjan Jordan, Josip Koračin, Josip Zorn, Ivan Sintič |
| 16. julij 1942     | 6              | Adolf Benčina, Julij Bizjak, Andrej Cetinski, Ivan Grbec, Bogomir Prašnikar, Nikolaj Šteblaj |
| 21. julij 1942     | 8              | Bogdan Jordan, Vinko Moškerc, Marjan Oblak, Vinko Omahen, Josip Simončič, Boris Veber, Ingo Vrščaj, Viki Zakrajšek |
| 7. avgust 1942     | 7              | Živojin Đurković, Pavel Jelovec, Jože Majer, Ivan Novak, Milan Pavšič, Viljem Prijatelj, Anton Škrajner |
| 15. avgust 1942    | 1              | Franc Smerajc |
| 28. avgust 1942    | 1              | Rudolf Medvešček |
| 3. september 1942  | 8              | Slavko Demšar, Ivan Japelj, Janez Jelovšek, Anton Jereb, Antonija Kucler, Jernej Kucler, Anton Merlak, Alojz Vrhovec |
| 29. september 1942 | 4              | Ivan Japelj, Franc Mausar, Anton Rakar, Rajko Skapin |
| 1. oktober 1942    | 1              | Hinko Smrekar |
| 14. oktober 1942   | 8              | Janko Arnšek, Rudolf Babnik, Branko Božič, Josip Hribar, Vinko Košak, Ciril Nagode, Alojzij Tomažič, Ivan Turk |
| 1. november 1942   | 2              | Valentin Bokalj, Franc Ločnik |
| 6. december 1942   | 2              | Avgust Erjavec, Avgust Jerman |
| 26. december 1942  | 1              | Stanislav Zakrajšek |
| 28. januar 1943    | 6              | Pavel Lamberger, Josip Sadar, Vincenc Snoj, Vincenc Škof, Valenin Petač, Josip Zalaznik |
| 19. februar 1943   | 1              | Janez Lesar |
| 29. marec 1943     | 1              | Ludvik Godec |
| 26. maj 1943       | 1              | Jože Boben |
| 8. julij 1943      | 1              | Rihar Franc |
| 10. julij 1943     | 3              | Anton Potokar, Alojz Simončič, Jože Vampelj |

## Spomeniški kompleks
Spomeniški kompleks je leta 1955 zasnoval arhitekt Vinko Glanz in je bil odprt leta 1957. Pri ureditvi so uporabili že leta 1947 odlit kip umirajočega talca, delo Borisa Kalina.
Leta 2003 je bila Gramozna jama, s spomeniškim kompleksom (Glanzovo delo) in spomenikom talcem (Kalinovo delo), razglašena za kulturni spomenik lokalnega pomena.